# Galbanum

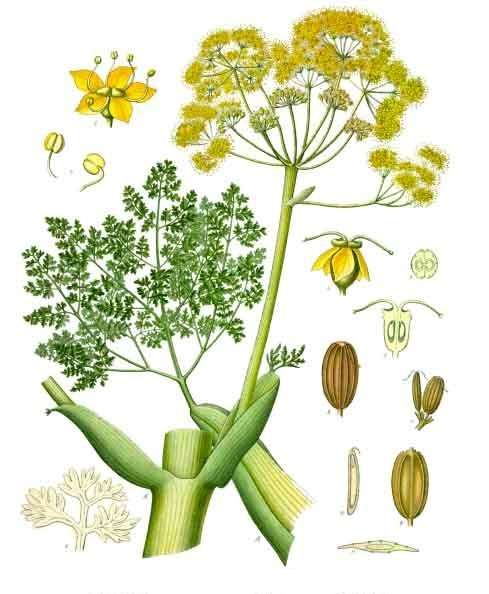
Ferula gummosa, från vilken galbanum utvinns.

Galbanum, Gummi-resina galbanum, är ett så kallat gummiharts och består av den mjölkliknande avsöndring som efter insektsstyng sipprar ut från stjälkarna, men som sannolikt också utvinns genom medvetna ingrepp från människans sida.
Galbanum erhålls från ett flertal arter av Ferula, såsom Ferula gummosa, hemmahörande i Iran och de turanska stäpperna.
Ämnet förekommer i olika former, varav den bästa, in granis, består av 0,5 – 1 cm stora, gula-rödbruna eller grönaktiga, ofta sammanhängande korn. En mindre god form förekommer som sammanklibbade korn, ofta förorenade av växtrester med mera. Ämnet har en aromatisk kryddartad smak och doft. Den innehåller 5 – 10 % flyktig olja, 60 % harts, 20 % gummi samt något umbelliferon.

## Användning
Drogen har främst kommit till medicinsk användning och ingår bland annat i gummiplåstret emplastrum gummi-resinosum.
Ämnet används i modern parfymtillverkning och är den ingrediens som ger den distinkta doften hos "Mysk" av Cartier, "Vent Vert" av Balmain "Chanel No 19" och "Vol de nuit" av Guerlain. Användningen av galbanum i fina moderna parfymer tros allmänt vara ursprunget till den "Gröna" familjen av dofter, exemplifierad av doften "Vent Vert" som först lanserades av Balmain 1945.